# Бекуру
Бекуру (фр. Békourou) — деревня и супрефектура в Чаде, расположенная на территории региона Мандуль. Входит в состав департамента Барх-Сара.

## Географическое положение
Деревня находится в южной части Чада, к востоку от реки Бендже, к западу от реки Уам (Бахр-Сара), на высоте 508 метров над уровнем моря.
Населённый пункт расположен на расстоянии приблизительно 511 километров к юго-востоку от столицы страны Нджамены.

## Население
По данным официальной переписи 2009 года численность населения Бекуру составляла 28 949 человек (14 138 мужчин и 14 811 женщин). Население супрефектуры по возрастному диапазону распределилось следующим образом: 52,3 % — жители младше 15 лет, 44,8 % — между 15 и 59 годами и 2,9 % — в возрасте 60 лет и старше.

## Транспорт
Ближайший аэропорт расположен в городе Моисала.